# سلطان أحمد الجابر
سلطان أحمد الجابر (31 أغسطس 1973 -) وزير الصناعة والتكنولوجيا المتقدمة في دولة الإمارات العربية المتحدة. يشغل أيضًا منصب المبعوث الخاص لدولة الإمارات للتغير المناخي ومنصب رئيس مجلس إدارة شركة أبوظبي لطاقة المستقبل «مصدر»، والعضو المنتدب والرئيس التنفيذي لشركة بترول أبوظبي الوطنية (أدنوك) ومجموعة شركاتها.
تولى العديد من المهام في قطاعات الطاقة، والبنية التحتية، والتنمية الاقتصادية، وقاد مشاركة «مصدر» في حملة دولة الإمارات العربية المتحدة لاستضافة مقر الوكالة الدولية للطاقة المتجددة (آيرينا) في مدينة مصدر بأبوظبي، وفي عام 2010، تم تعيينه بمنصب المبعوث الخاص لدولة الإمارات لشؤون الطاقة وتغير المناخ وذلك نظراً لخبرته في قطاع الطاقة واقتصادياتها ومشاركته الفاعلة في مباحثات الحد من تداعيات تغير المناخ ودعم تطوير ونشر حلول الطاقة المتجددة والتقنيات النظيفة بما يعزز مكانة دولة الإمارات العربية المتحدة كلاعبٍ أساسي في قطاع الطاقة.
كما شغل عضوية كل من هيئة الأمم المتحدة الاستشارية للطاقة وتغيّر المناخ، ومجموعة الأمم المتحدة الاستشارية لمبادرة الطاقة المستدامة للجميع، ويشغل عضوية مجلس قيادة هيئة حلول التنمية المستدامة التي أطلقتها.
تولى العديد من المناصب والمهام، بما فيها وزير دولة، ومساعد وزير الخارجية لشؤون الطاقة وتغير المناخ، ورئيس مجلس إدارة شركة أبوظبي للموانئ، ورئيس المجلس الوطني للإعلام، ورئيس مجلس إدارة سكاي نيوز عربية.
في عام 2011 تم اختيار سلطان أحمد الجابر لعضوية المجموعة رفيعة المستوى للطاقة المستدامة للجميع التي أسسها الأمين العام للأمم المتحدة بان كي مون لتعزيز الاستفادة العالمية من الخدمات الحديثة التي تتيحها الطاقة، ومضاعفة كفاءة الطاقة ومضاعفة حصة الطاقة المتجددة في المزيج العالمي لطاقة بحلول عام 2030.

## النشأة وتعليمه
ولد الجابر في 31 أغسطس 1973 في أم القيوين، الإمارات العربية المتحدة. حصل على درجة البكالوريوس في الهندسة الكيميائية من جامعة جنوب كاليفورنيا، ودكتوراه في إدارة الأعمال والاقتصاد من جامعة كوفنتري، وماجستير في إدارة الأعمال من جامعة ولاية كاليفورنيا في لوس أنجلوس. تم تمويل تعليمه في الولايات المتحدة من خلال منحة دراسية قدمتها شركة بترول أبوظبي الوطنية.

## المسيرة المهنية

### شركة أبوظبي لطاقة المستقبل - مصدر
في عام 2006، أسهم سلطان أحمد الجابر في تأسيس شركة «مصدر»، مبادرة أبوظبي للطاقة المتجددة، وتم تعيينه في منصب الرئيس التنفيذي للشركة ليركز على تنويع مزيج مصادر الطاقة في أبوظبي والمساهمة في تنويع اقتصادها وإرساء مكانتها كمستثمر عالمي رائد في مجال التكنولوجيا النظيفة. وتشمل مشاريع مصدر الرئيسية (مصفوفة لندن)،  أكبر محطة بحرية لطاقة الرياح في العالم، و (شمس 1)،  أكبر محطة للطاقة الشمسية المركزة في الشرق الأوسط، في الإمارات العربية المتحدة.
في عام 2009، قاد الجابر مشاركة «مصدر» في عرض دولة الإمارات لاستضافة المقر الرئيسي للوكالة الدولية للطاقة المتجددة (آيرينا) في أبوظبي والذي تكلل بالنجاح، في يناير 2014 تم تعيين سلطان الجابر رئيساً لمجلس إدارة مصدر، ح.

### شركة مبادلة
عمل سلطان الجابر على مجموعة من المشاريع في مجال الطاقة والبنية التحتية وغيرها من القطاعات في شركة مبادلة للتنمية، الذراع الاستثماري لحكومة أبوظبي، والمكلفة بتسريع النمو الاقتصادي وتنويعه. وفي عام 2014، تم تعيين الجابر رئيسياً تنفيذياً لقطاع الطاقة في (مبادلة) ليتولى الإشراف على أصول المجموعة في قطاع النفط والغاز والطاقة المتجددة.

### شركة بترول أبوظبي الوطنية (أدنوك)
تولّى سلطان الجابر منصب المدير العام لشركة بترول أبوظبي الوطنية (أدنوك) في 15 فبراير 2016، وفي وقت لاحق من ذلك الشهر تم تعيينه بمنصب الرئيس التنفيذي للشركة. ومنذ تعيينه في أدنوك أشرف على وضع وتطبيق برنامج لرفع الكفاءة والارتقاء بالأداء وتعزيز المرونة وزيادة الربحية والعائد الاقتصادي وترسيخ الذهنية التجارية في الشركة. وقام بتوجيه أدنوك في عدد من المبادرات الإستراتيجية، بما في ذلك دخول أسواق رأس المال العالمية لأول مرة، وتنفيذ أول اكتتاب على أسهم إحدى شركات المجموعة (شركة أدنوك للتوزيع) واستقطاب استثمارات أجنبية مباشرة كبيرة من مستثمرين استراتيجيين. وتقديراً للأداء المالي القوي لأدنوك، منحت شركة فيتش العالمية للتصنيف شركة أدنوك تقييم AA+ في عام 2019، وهو أعلى تصنيف يتم تخصيصه حالياً لشركات النفط والغاز على مستوى العالم.

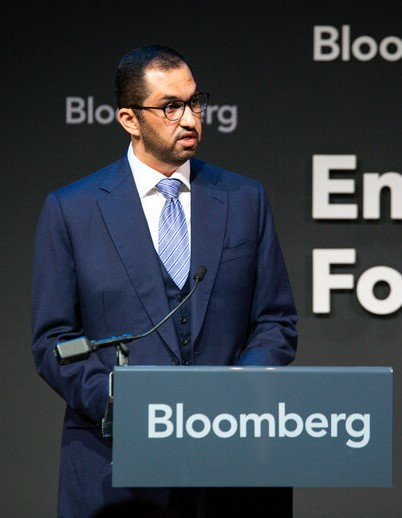
سلطان أحمد الجابر يتحدث في منتدى بلومبرج في عام 2019

كما أشرف أيضاً على وضع إستراتيجية أدنوك المتكاملة للنمو الذكي 2030، التي تركز على تعزيز الربحية في مجال الاستكشاف والتطوير والإنتاج، وزيادة القيمة في أعمال التكرير والبتروكيماويات، والمحافظة على إمدادات اقتصادية ومستدامة من الغاز، كما يقود أيضاً عملية التحول الرقمي في الشركة من خلال تطبيق التكنولوجيا الحديثة بما في ذلك الذكاء الاصطناعي والبيانات الضخمة والبلوك تشين لضمان قدرة أدنوك على استمرار دورها مزوداً رائداً لموارد الطاقة ومساهماً رئيسياً في اقتصاد دولة الإمارات.
وبصفته الرئيس التنفيذي، أشرف سلطان أحمد الجابر على تعزيز نهج الشركة في إنشاء الشراكات، وإستراتيجية الاستثمار وهيكلة رأس المال. بالإضافة إلى ذلك، قام بتوحيد الهوية المؤسسية لمجموعات شركات (أدنوك).
في 13 نوفمبر 2017، أعلن سلطان أحمد الجابر عن خطط أدنوك لطرح حصة أقلية في شركتها التابعة (أدنوك للتوزيع)،  التي تعد أكبر موزع للوقود في دولة الإمارات، للاكتتاب العام في سوق أبوظبي للأوراق المالية (ADX)،  مع التأكيد على بقاء (أدنوك) مملوكة بالكامل لحكومة أبوظبي، وذلك في أول مرة تطرح فيها (أدنوك) أسهم إحدى شركاتها التابعة للتداول في الأسواق العامة.

### شركة موانئ أبوظبي
شغل منصب رئيس مجلس إدارة شركة موانئ أبوظبي خلال الفترة 2009 - 2019 حيث أشرف على إستراتيجية تطوير البنية التحتية للموانئ في إمارة أبوظبي، وأشرف على إنشاء «ميناء خليفة» الذي يعد الميناء الرئيسي في أبوظبي وأول ميناء حاويات شبه آلي في المنطقة وأسرع ميناء «مياه عميقة» من حيث النمو في المنطقة، وأشرف كذلك على إطلاق منطقة خليفة الصناعية، التي تعتبر أول منطقة حرة متكاملة في أبوظبي للأعمال التجارية واللوجستية والصناعية. نجحت موانئ أبوظبي تحت إشراف معاليه بالبدء بتحقيق الربحية قبل عامين من الموعد الذي كان محدداً في خطة الأعمال، ومن خلال الاستثمارات الإستراتيجية المدروسة، حققت أبوظبي للموانئ نمواً كبيراً لتصبح مركزاً متكاملاً لخدمات النقل، مع الاستفادة من الموقع المتميز لأبوظبي بين ثلاث قارات، وتقدم مساهمات مهمة لجهود التنويع الاقتصاد في الدولة.  

### ملتقى أبوظبي للرؤساء التنفيذيين
في نوفمبر 2016 أسس سلطان الجابر ملتقى أبوظبي للرؤساء التنفيذيين لشركات النفط والغاز، الذي ينعقد سنوياً ويجمع العديد من شركات النفط والبتروكيماويات الوطنية والدولية الرائدة، لمناقشة القضايا المهمة التي تواجه قطاع الطاقة العالمي. وفي 12 نوفمبر 2017 أقيمت الدورة الثانية من ملتقى أبوظبي للرؤساء التنفيذيين لشركات النفط والغاز، بحضور 27 من القيادات التنفيذية في قطاع الطاقة العالمية.

### عضوية المجلس الأعلى للبترول
سلطان أحمد الجابر هو عضو في المجلس الأعلى للبترول في أبوظبي، الذي يتولى اختصاصات ومهام وصلاحيات مجلس إدارة شركة بترول أبوظبي الوطنية (أدنوك). وفي 27 نوفمبر 2017، اعتمد المجلس الأعلى للبترول برنامج شركة (أدنوك) الاستراتيجي لتعزيز النمو باستثمارات رأسمالية تزيد عن 400 مليار درهم (109 مليار دولار أمريكي) لتنفيذ عدد من المشاريع والتوسعات التي تشمل مجالات الاستكشاف والتطوير والإنتاج والتكرير والبتروكيماويات. وللمرة الأولى في تاريخ شركة (أدنوك) أيضاً، وافق المجلس الأعلى للبترول على خطط الشركة للاستثمار الدولي في مجال التكرير والبتروكيماويات.

### العمل الوزاري
وفي 12 مارس 2013، اعتمد الشيخ خليفة بن زايد آل نهيان رئيس دولة الإمارات العربية المتحدة التشكيل الوزاري الذي تم بموجبه تعيين سلطان الجابر في منصب وزير دولة وعضو مجلس الوزارء. وقال الشيخ محمد بن راشد آل مكتوم، نائب رئيس مجلس الوزراء ورئيس مجلس الوزراء حاكم دبي، متحدثاً عن تعيين الجابر وغيره من الوزراء إن الحكومة الجديدة «تمتلك وجوهاً شابة بأفكار جديدة وتمتلك القدرة على مواكبة المتغيرات السريعة، للعمل على تحقيق أهم أولويات شعبنا».
وبموجب منصبه كوزير دولة، تولى سلطان الجابر إدارة برنامج المشاريع التنموية الإماراتية في جمهورية مصر العربية والذي ركز على دفع عجلة الانتعاش الاقتصادي والاجتماعي والسياسي في مصر.
تم تعيين سلطان الجابر وزيراً للصناعة والتكنولوجيا المتقدمة بموجب هيكلة وزارية تم الإعلان عنها في عام 2020.

## الخدمة العامة والنشاط غير الربحي
في عام 2008، تم تكليف سلطان الجابر بقيادة جهود تأسيس جائزة زايد لطاقة المستقبل - وهي جائزة سنوية بقيمة 4 ملايين دولار لتكريم العمل المتميز في مجال الطاقة المتجددة والاستدامة. كما أسهمت جهوده في مجال تعزيز انتشار حلول ومشاريع الطاقة المتجددة والتكنولوجيا النظيفة في تعيينه مبعوثاً خاصاً لدولة الإمارات لشؤون الطاقة وتغير المناخ في عام 2010. ومن موقعه ذلك، تولى الجابر مسؤولية المساهمة في صياغة مواقف دولة الإمارات الدبلوماسية وسياستها العامة في ما يتعلق بالطاقة وتغير المناخ.و في نوفمبر 2023 اختارت مجلة التايم الأميركية الدكتور سلطان الجابر ضمن قائمة أقوى 100 شخصية في قطاع المناخ.
إلى جانب مهامه الوزارية، يتولى سلطان الجابر إدارة عدد من الملفات الإستراتيجية ذات الطابع الاقتصادي والسياسي والتنموي التي تشمل الإعلام والطاقة والبنية التحتية والاتصال الاستراتيجي والتنمية المستدامة وال.
كما أسهم الجابر بدور رئيسي في تأسيس صندوق الاستثمار الاستراتيجي المشترك بين الإمارات والصين، كما يمثل دولة الإمارات في مجلس محافظي البنك الآسيوي للاستثمار في البنية التحتية.

## مجالس الإدارة
سلطان الجابر عضو في عدد من مجالس إدارات الشركات والمؤسسسات غير الربحية، حيث يساهم في المواضيع المرتبطة بالاقتصاد والبنية التحتية والاستدامة والطاقة. ويرأس الجابر مجلس إدارة (سكاي نيوز عربية)، كما تولى رئاسة المجلس الوطني للإعلام.
في ديسمبر 2020 تم تعيينه عضواً في مجلس إدارة المجلس الأعلى للشؤون المالية والاقتصادية، الذي يختص بالأمور المتعلقة بالشؤون المالية والاستثمارية والاقتصادية وشؤون البترول والموارد الطبيعية في إمارة أبوظبي.
في يوليو 2020، تم تعيينه رئيساً لمصرف الإمارات للتنمية الذي يعمل على توفير الخدمات المالية لتحقيق التنمية الاقتصادية والاجتماعية المستدامة في دولة الإمارات.
ويشغل الجابر منصب رئيس لمجلس إدارة شركة «أبوظبي للإعلام»، وعضوية مجلس أمناء أكاديمية الإمارات الدبلوماسية. كما يتولى رئاسة مجلس أمناء «جامعة محمد بن زايد للذكاء الاصطناعي»، أول جامعة للدراسات العليا المتخصصة.
كما يشغل عضوية مجلس إدارة «بنك أبوظبي الأول» منذ فبراير 2020، ويشغل كذلك عضوية مجلس إدارة جهاز الإمارات للاستثمار.

## جوائز
- 2012: منحت منظمة الأمم المتحدة سلطان الجابر جائزة «بطل الأرض» ضمن فئة الرؤية الريادية والقيادة الفعلية، وتسعى الجائزة لتكريم الأفراد الذين كان لإسهاماتهم وأساليبهم القيادية أثر إيجابي كبير في قطاع الطاقة، سواء كان النفط والغاز أو الطاقة المتجددة، أو الحد من تداعيات تغير المناخ وحماية البيئة.[21][36]
- 2013: حاز على وسام امتياز الإمبراطورية البريطانية من الملكة إليزابيث الثانية.[21]
- 2019: منحه ناريندرا مودي، رئيس وزراء جمهورية الهند، جائزة أفضل إنجاز شخصي في قطاع الطاقة تقديراً لمساهمته البارزة في قطاع الطاقة وتعزيز جسور وعلاقات التعاون مع الاقتصادات الآسيوية الناشئة وتجديد نماذج العمل.[21]
- 2021: جائزة شخصية العام التنفيذية بقطاع الطاقة من مؤسسة «إنرجي إنتليجنس».[37]

## كتب ومؤلفات
كتب العديد من المقالات التي نشرت في مطبوعات محلية ودولية، تناول فيها مختلف المواضيع المرتبطة بالطاقة والاقتصاد، بما في ذلك أهمية البحث والتطوير في التنمية الاقتصادية، والعلاقة المترابطة بين رأس المال البشري والتنمية لاقتصادية، وتنويع مصادر الطاقة، والتنمية المستدامة.